# Tot sobre Lily
Tot sobre Lily (All About Lily Chou-Chou (リリイ・シュシュのすべて, Rirī Shushu no subete),) és una pel·lícula japonesa dirigida per Shunji Iwai, estrenada el 2001. Ha estat doblada al català

## Argument
Hasumi és un jove massa tranquil per a la seva edat. La seva facultat a romandre impassible davant de les dificultats i a no respondre als cops i a les provocacions fa ràpidament d'ell ho sofreix-dolor ideal dels seus camarades. Té el cop de gràcia amb la seva passió per la pop star Lily Xou-Xou, les cançons de la qual li permeten evadir-se, viure, esperar. Aquesta passió, la comparteix amb el seu camarada Hoshino i amb milions d'altres fans, que es troben anònimament a Internet per conversar del seu amor per a la misteriosa cantant...

## Repartiment
- Hayato Ichihara: Yûichi Hasumi
- Shugo Oshinari: Shusuke Hoshino
- Ayumi Ito: Yôko Kuno
- Takao Osawa: Tabito Takao
- Miwako Ichikawa: Shimabukuro
- Izumi Inamori: Izumi Hoshino
- Yû Aoi: Shiori Tsuda
- Kazusa Matsuda: Sumika Kanzaki
- Takako Baba: Una estudiant
- Tomohiro Kaku: L'amic de Yuichi
- Hideyuki Kasahara: Kyota Shimizu
- Yoji Tanaka: Professor

## Al voltant de la pel·lícula
- Lily Xou-Xou és una cantant de ficció. Les cançons del film són interpretades per una cantant japonesa, Salyu.[3]
- Ayumi Ito s'ha afaitat realment els cabells per necessitats del film.[3]

## Premis
- Premi C.I.C.A.E. (esment especial), en el Festival de Berlín 2002.
- https://www.imdb.com/title/tt0297721/awards?ref_=tt_awd
- Premi del Jurat i de la millor música en el Festival internacional de cinema de Shanghai 2002.